# Mkfs
Em sistemas operacionais de computador, mkfs é um comando usado para formatar um dispositivo de armazenamento em bloco com um sistema de arquivos específico. O comando é parte dos sistemas operacionais UNIX e tipo UNIX. No UNIX, um dispositivo de armazenamento em bloco deve ser formatado com um sistema de arquivos antes de poder ser montado e acessado por meio da hierarquia de sistema de arquivos do sistema operacional.

## História
O comando foi originalmente implementado na primeira versão do UNIX como um método para inicializar um DECtape (usando o argumento "t") ou um pacote de discos RK03 (usando o argumento "r"). O processo de inicialização gravaria dados de formatação no dispositivo para que ele contivesse um sistema de arquivos vazio. Ele criou o super-bloco, lista-i (i-list) e lista livre no dispositivo de armazenamento e estabeleceu o diretório raiz com entradas para "." e ".." (si mesmo e o pai, respectivamente). Os pacotes RK03 tinham 4872 blocos disponíveis após a inicialização, enquanto as fitas tinham 578 blocos (com 512 bytes/bloco). O executável mkfs era mantido no diretório /etc em vez de em um diretório binário, portanto, ele não seria chamado inadvertidamente e destruiria as informações.
Implementações posteriores de sistemas operacionais do tipo UNIX incluíram o comando mkfs, incluindo o HP-UX, o Minix, o SunOS e o Linux.

## Sintaxe
A sintaxe básica do comando, que é comum para todas as implementações modernas, é:
```
$
 
mkfs
 
-t
 
<tipo_do_sa>
 
<dispositivo>

```

onde 'tipo_do_sa' é o tipo do sistema de arquivos e 'dispositivo' é o dispositivo UNIX de destino para gravar os dados do sistema de arquivos. Normalmente, o "dispositivo" é uma partição do disco. Geralmente, o comando é simplesmente um empacotador para outro comando que executa a formatação de um sistema de arquivos específico. Por exemplo,
```
$
 
mkfs
 
-t
 
ext3
 
/dev/sda1

```

chamaria o comando mke2fs passando os argumentos apropriados para formatar o dispositivo /dev/sda1 com o sistema de arquivos ext3. As opções padrão para o comando são armazenadas no arquivo mke2fs.conf, geralmente no diretório /etc. Dependendo da implementação e do sistema de arquivos específico solicitado, o comando pode ter muitas opções que podem ser especificadas, como tamanho do inode, tamanho do bloco, rótulo do volume e outros recursos. (Veja sistema de arquivos para detalhes)
Os comandos específicos do sistema de arquivos que as chamadas do mkfs podem ser invocadas diretamente pelo usuário a partir da linha de comando. No Linux, a convenção tem sido nomear os comandos específicos do sistema de arquivos como: mkfs.<tipo_do_sa>. Onde <tipo_do_sa> é uma abreviação para o sistema de arquivos, por exemplo, mkfs.ext2, mkfs.msdos, mkfs.minix etc. Os sistemas de arquivos suportados pelo comando variam de acordo com a implementação e incluem: MSDOS, SCO bfs, CPM, ext2 , ext3, ext4, minix, gordura (vfat), HFS, VXFS, disco RF, disco RK, DECtape e NTFS.